# HMS Royal Charles (1655)
Het oorlogsschip Naseby (80 kanonnen) werd gebouwd door Peter Pett en werd te water gelaten in 1655 vanaf de Woolwich Dockyard. Het schip was oorspronkelijk genoemd naar de overwinning van Oliver Cromwell in 1645 over de koningsgezinde troepen tijdens de Engelse Burgeroorlog. Na het herstel van de monarchie in 1660 werd het schip omgedoopt tot HMS Royal Charles. De Royal Charles was het schip dat koning Karel II van Engeland uit Holland terugbracht naar Engeland in 1660.
De Naseby woog bij zijn tewaterlating 1230 ton en was toen de grootste driedekker ooit gebouwd. Het schip bleef echter maar twaalf jaar in dienst.
De Royal Charles diende in de Tweede Engels-Nederlandse Oorlog meestal als vlaggenschip. In 1665 vocht het schip tijdens de Slag bij Lowestoft onder het bevel van Jacobus II van Engeland en vernietigde in een direct duel het vlaggenschip van de Nederlandse vloot, de Eendragt met admiraal Jacob van Wassenaer Obdam.
In 1666 nam het schip deel aan de Vierdaagse Zeeslag en verloor daarin een mast. Zeven weken later werd het schip op de eerste dag van de Tweedaagse Zeeslag door de Zeven Provinciën zo zwaar beschadigd dat het tijdelijk het gevecht moest afbreken en Prins Rupert en generaal Monck hun vlag overbrachten op de Royal James.
In 1667 werd de Engelse trots gekrenkt toen de Nederlandse vloot tijdens de Tocht naar Chatham de Medway (een zijrivier van de Theems) opvoer, en de Royal Charles kon enteren. Het vaartuig was toen slechts minimaal bemand. Het schip werd hierna meegevoerd naar Hellevoetsluis. De Nederlanders besloten echter dat het schip te veel diepgang had voor gebruik aan de Nederlandse kust en het werd voor de sloop verkocht in 1673.
De spiegel van het schip en zijn metalen wapenkist met daarop het Engelse wapenschild worden nog altijd als oorlogstrofeeën tentoongesteld in het Rijksmuseum in Amsterdam. In 2012 werden ze uitgeleend aan het National Maritime Museum in Londen.